# Ischnocolus maroccanus
Ischnocolus maroccanus é uma espécie de aranha pertencente à família Theraphosidae (tarântulas).